# Povećalo
Povećalo ili lupa je sabirna leća ili sustav optičkih leća za promatranje malih predmeta ili njihovih pojedinosti iz manje udaljenosti nego što je najmanja udaljenost na koju se ljudsko oko može akomodirati. Žarišna daljina povećala iznosi od 10 do 100 milimetara. Daljim smanjivanjem žarišne daljine povećavaju se optičke aberacije. Promatrani predmet stavlja se između žarišta i povećala. Slika predmeta je prividna (virtualna), uspravna i povećana. Povećanje je veće što je žarišna daljina manja i određeno je izrazom: 
{\displaystyle {\frac {h_{b}}{h_{a}}}=1+{\frac {b}{f}}}
gdje je: hb - visina prividne (virtualne) slike predmeta, ha - visina promatranoga predmeta, b - udaljenost od središta leće do slike predmeta, f - žarišna daljina leće. 
Povećalom se naziva i sustav leća koji ima malu žarišnu daljinu.

## Objašnjenje
Povećalo je bikonveksna (sabirna) staklena leća koja se postavlja tako da predmet dolazi između žarišta i leće, odnosno u samo njeno žarište, a s druge se strane gleda kroz leću iz neposredne blizine. Kod tog položaja predmeta prema leći nastaje prividna i povećana slika predmeta. Ako je b = 250 milimetara, normalna daljina jasnoga vida za blizinu na kojoj se predmet vidi pod najvećim vidnim kutom, a a daljina predmeta od povećala, onda je povećanje povećala m:
{\displaystyle m={\frac {b}{a}}={\frac {250}{a}}}
Ako je slika u neizmjernosti, onda je predmet u žarištu (a = f), pa je povećanje povećala:
{\displaystyle m={\frac {250}{f}}}